# 格利維采皮亞斯特體育會
格利維采皮亞斯特體育會（波蘭語：Gliwicki Klub Sportowy Piast Gliwice）是波蘭的一家體育會，主場位於格利維采。球隊參加波蘭足球甲級聯賽的賽事。

## 参效力过的著名球员
- 安迪施積·比納斯

## 外部連結
- 官方网站 (piast.gliwice.pl)
- Piast Gliwice （页面存档备份，存于） (90minut.pl)